# فيليب جاي بيرغ
فيليب جاي بيرغ (بالإنجليزية: Philip J. Berg)‏ هو محامي أمريكي، ولد في 13 أبريل 1944.